# إرلينغ كريستي
إرلينغ كريستي (بالنرويجية البوكمول: Erling Christie)‏ هو كاتب وشاعر نرويجي، ولد في 1928، وتوفي في 1996.